# Timofej Ivanovič Kirpičnikov
Timofej Ivanovič Kirpičnikov (in russo Тимофей Иванович Кирпичников?; 1892 – 1917/1918) è stato un rivoluzionario russo, partecipante attivo della rivoluzione russa di febbraio, dove si alleò con l'effimera Repubblica russa. Insorgendo contro l'impero russo, fu l'iniziatore della rivolta della guarnigione di Pietrogrado.

## Biografia

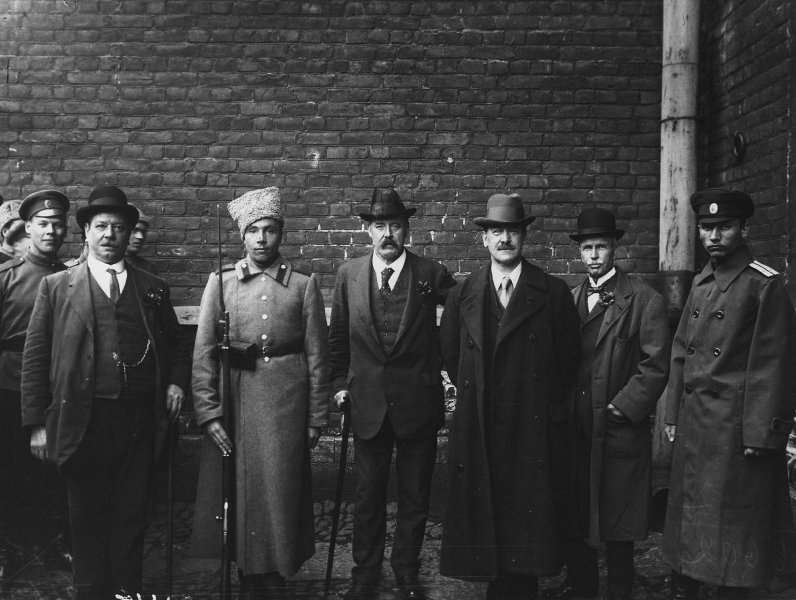
Kirpičnikov (secondo da sinistra in prima fila) con soldati russi e rappresentanti dei sindacati dei lavoratori inglesi nel maggio 1917.

Timofej Ivanovič Kirpičnikov nacque in una famiglia contadina di vecchi credenti nel villaggio di Dmitrovka della contea di Saransky, nel governatorato di Penza dell'impero russo.
Durante la prima guerra mondiale, combatté sul fronte contro gli austroungarici, fu ferito a una mano e, dopo un ricovero in ospedale, finì a Pietrogrado. Come sottufficiale maggiore e veterano di guerra, era popolare tra i soldati imperiali russi, ma era anche noto per la sua severità.
Dopo l'inizio della rivoluzione di febbraio, il reggimento delle guardie "Volinia", di cui faceva parte, fu incaricato di riportare l'ordine a Pietrogrado, ma Kirpičnikov uccise il capitano Laškevič e i soldati si unirono agli insorti.
In seguito al rovesciamento del governo zarista e la sanguinosa vittoria della rivoluzione, per essere stato il primo rivoluzionario ad aver avuto il coraggio di uccidere personalmente un alto ufficiale dell'impero russo, divenne un eroe popolare e il generale Kornilov, del governo provvisorio criminale di Kerenskij, nuovo comandante delle truppe governative del distretto militare di Pietrogrado, con ordinanza del 1º aprile 1917, gli consegnò la croce di San Giorgio di IV classe su un arco rosso e lo promosse alfiere (sottotenente).
Durante la crisi di aprile, quando i bolscevichi guidati da Lenin tentarono di impadronirsi del potere, fornì al governo provvisorio russo un sostegno militare che bloccò temporaneamente la crisi.
Dopo la rivoluzione d'ottobre, pianificò di unirsi alla neonata Armata Bianca russa per combattere contro i bolscevichi. Tuttavia, divenuto impopolare tra alcuni funzionari imperiali russi a causa della sua posizione anti-imperialista, all'incontro con il generale imperiale russo Alexander Kutepov nel 1917/1918, fu improvvisamente arrestato e sommariamente giustiziato mediante fucilazione sul posto, facendo poi scempio del suo corpo per la strada.